# Amour de vacances
Amour de vacances (Sommer in Norrsunda) est un téléfilm allemand réalisé par Thomas Herrmann et diffusé en 2008.

## Fiche technique
- Scénario : Christiane Sadlo
- Durée : 89 min
- Pays :  Allemagne

## Distribution
- Ina Paule Klink : Lena Bergmann
- Markus Meyer : Marius Sörenson
- Susanne Uhlen : Helena Bergmann
- Michael Mendl : Sten Sörenson
- Maria Ehrich : Kaja Sörenson
- Emilie Cappallo : Laura Sörenson
- Adrian Wahlen : Titus Sörenson
- Joachim Kappl : Franz
- Niels Kurvin : Matti
- Hendrik Borgmann : Felix Sund
- Markus H. Eberhard : Petter
- Lars-Erik Friberg : Lagerson
- Joseph Bundschuh : Lasse
- Norbert Hülm
- Robert Schupp : Edwin Hammerson